# Brothers Conflict
Brothers Conflict (ブラザーズ コンフリクト Burazāzu Konfurikuto?) o para abreviar Brocon (ブラコン Burakon?) es una serie de novela ligera creada por Atsuko Kanase, escrito por Takeshi Mizuno e ilustrado por Ukyo. Ha sido adaptado una novela visual para plataforma de PlayStation Portable. También tiene una adaptación a manga que está en emisión y además de una adaptación al anime estrenada el 2 de julio de 2013, siendo transmitido por la cadena Tokyo MX.

## Argumento
Ema Hinata es la hija del famoso aventurero Rintaro Hinata. Un día, Ema se entera de que su padre se va a casar con una diseñadora de ropa llamada Miwa Asahina. En lugar de molestarlos, decide mudarse al complejo "Sunrise Residence" que es propiedad de Miwa, dónde viven la mayoría de sus hermanastros. A partir de ahí, ella descubre que tiene trece hermanastros. A medida que se llega a conocer a todos ellos, ¿Se enamorará Ema de uno de sus hermanastros?...

## Personajes

### Principales
Ema Hinata (朝日奈絵麻 hinata Ema?)
Voz por: Rina Satō
Es la hija adolescente del famoso aventurero Rintarou Hinata. Está en su segundo año del instituto. Después de que su padre se vuelve a casar, se va a vivir con sus nuevos hermanastros. Es muy buena en la cocina, debido a que su padre casi nunca estaba en casa. Tiene una ardilla llamada Juli, que sólo puede comunicarse con ella y Louis. Es fanática de los videojuegos, también es muy buena trepando e incluso puede sobrevivir en una selva ella sola, esto se debe a la influencia de su padre. Es muy amable pero de personalidad tímida y de poco carácter. A menudo Juli y Louis la llaman "Chi". A lo largo de la serie, descubre mediante el registro familiar que es adoptada. Su primer apellido fue Hinata (日向 Hinata?) pero después de que su padre se casa, opta el apellido Asahina (朝日奈?). Edad: 16.

### Hermanos Asahina
Masaomi Asahina (朝日奈雅臣 Asahina Masaomi?)
Voz por: Kazuyuki Okitsu
Es el hijo mayor de la familia Asahina. Es un pediatra bien versado en el conocimiento de la medicina. Sin embargo, no es tan competente, ya que se desmaya al ver sangre. Ama a los niños, por eso es pediatra. Comparte un vínculo especial con el hermano menor, Wataru. Le promete a Ema que se quedará con ella para que no esté sola y protegerla como su hermano mayor, pero en realidad, está enamorado de ella. Edad: 31, nació el 24/4, grupo sanguíneo:0, mide: 184
Ukyo Asahina (朝日奈右京 Asahina Ukyō?)
Voz por: Daisuke Hirakawa
Es el segundo hijo de la familia Asahina. Es un abogado exitoso y actúa como la madre en el hogar, ya que siempre está cocinando y preocupándose de sus hermanos. A menudo es visto con un delantal de cocina con gatitos. Está enamorado de Ema. Edad:29, nació el 3/12, grupo sanguíneo: AB, mide: 182cm.
Kaname Asahina (朝日奈要 Asahina Kaname?)
Voz por: Junichi Suwabe
Es el tercer hijo de la familia Asahina. Tiene el encanto de un playboy y carácter mujeriego, pero en realidad es un monje. Siempre está dispuesto a ayudar a Ema y es el único que la llama como "imouto chan" que significa "hermanita" o "querida hermanita". Está enamorado de Ema. Edad: 28, nació el 28/5, grupo sanguíneo: 0, mide: 185cm.
Hikaru Asahina (朝日奈光 Asahina Hikaru?)
Voz por: Nobuhiko Okamoto
Es el cuarto hijo de la familia Asahina. Es un novelista que se suele vestir de mujer para poder comprender a las mujeres y así poder desarrollar bien a sus personajes femeninos en sus novelas. Le gusta ver las reacciones de sus hermanos en torno a Ema. Se fue a Italia por un corto tiempo para reunir material para su trabajo. Se enamora de Ema. Edad: 27, nació el 1/8, grupo sanguíneo: 0, mide: 175cm.
Tsubaki Asahina (朝日奈椿 Asahina Tsubaki?)
Voz por: Kenichi Suzumura
Es el quinto hijo y uno de los trillizos. Es un seiyū junto a su hermano gemelo, Azusa. Tiene un carácter fresco y burlesco, pero es muy responsable y tiene pasión por su trabajo. Cuida mucho de Azusa. En el animé, es uno de los pocos hermanos que logra besarla. Está enamorado de Ema, lo cual lo lleva a sentir celos por los demás hermanos. Edad: 24, nació el 31/12, grupo sanguíneo A, mide: 176cm.
Azusa Asahina (朝日奈梓 Asahina Azusa?)
Voz por: Kousuke Toriumi
Es el sexto hijo y uno de los trillizos. Al igual que su hermano gemelo, Tsubaki, también es un seiyū. A diferencia de Tsubaki, es más tranquilo y carece de tenacidad para hacer las cosas. Se preocupa de corregir a Tsubaki y sólo se opone a él cuando se trata de Ema. Está enamorado de Ema. Edad: 24, nació el 31/12, grupo sanguíneo A, mide: 176cm.
Natsume Asahina (朝日奈棗 Asahina Natsume?)
Voz por: Tomoaki Maeno
Es el séptimo hijo y uno de los trillizos. Trabaja en una empresa de videojuegos. A diferencia del resto de los hermanos, vive solo. Tiene dos gatos que se llaman "Azusa" y "Tsubaki". Tiene una manera contundente de hablar, pero es muy bueno en el cuidado de los demás. Se lleva mal con su hermano Subaru ya que ambos tienen sentimientos por Ema. En el animé, al igual que Tsubaki, es uno de los pocos hermanos que logra besarla. Es uno de los hermanos más independientes ya que no vive en "Sunrise Residence" y siempre anda en su propio automóvil. Está enamorado de Ema. Edad: 24, nació el 1/1, grupo sanguíneo A, mide: 176cm.
Louis Asahina (朝日奈琉生 Asahina Ruī?)
Voz por: Ken Takeuchi
Es el octavo hijo de la familia Asahina. Trabaja como estilista. Es un hombre hermoso y misterioso y siempre está mirando las nubes. Es la única persona junto a Ema que puede comunicarse con Juli y debido a eso constantemente llama a Ema, "Chi". Cuando le dice a Juli que puede entenderlo, ambos acuerdan un plan para proteger a Ema. Le confiesa a Ema que también es adoptado pero esa verdad solo la saben sus hermanos mayores. Edad: 21, nació el 22/2, grupo sanguíneo B, mide: 174cm.
Subaru Asahina (朝日奈昴 Asahina Subaru?)
Voz por: Daisuke Ono
Es el noveno hijo de la familia Asahina. Es un estudiante de segundo año universitario y está en el equipo de baloncesto. No tiene conocimiento acerca de las chicas, así que no sabe cómo lidiar con ellas. Como resultado, se pone tenso cuando está cerca de Ema. Tiene problemas con su hermano Natsume. Se enamora de Ema. 
Iori Asahina (朝日奈祈織 Asahina Iori?)
Voz por: Daisuke Namikawa
Es el décimo hijo de la familia Asahina. Es un estudiante de instituto y es conocido por tener un comportamiento parecido a un príncipe. Es popular pero además es muy reservado y tímido y prefiere pasar desapercibido. No se junta demasiado con nadie, ni su familia, (incluso lo llaman antisocial) ya que su pasado estuvo lleno de tragedia, por eso se dice que su corazón ha estado siempre vacío, pero a pesar de eso, es muy dedicado, respetuoso y amable. Se encarga de regar y cuidar las flores. Acoge muy bien a Ema cuando viene a la familia. Está enamorado de Ema. 
Yusuke Asahina (朝日奈侑介 Asahina Yūsuke?)
Voz por: Yoshimasa Hosoya
Es el undécimo hijo de la familia Asahina. Va a la misma clase que Ema. A pesar de que tiene un comportamiento salvaje, tiene un fuerte sentido de justicia. Odia todo lo enroscado, a menudo entra en una lucha con delincuentes para defender lo que es correcto. Se lleva mal con su hermano Fuuto. Fue el primero de los hermanos en enamorarse de Ema. 
Fūto Asahina (朝日奈風斗 Asahina Fūto?)
Voz por: KENN
Es el duodécimo hijo de la familia Asahina. Está en el tercer año de la escuela secundaria y es un Idol japonés muy popular. Tiene una personalidad diabólica y fresca, sin embargo, puede ser muy maduro para su edad. Quiere ser un actor profesional por lo cual se esfuerza mucho. Está enamorado de Ema.
Wataru Asahina (朝日奈弥 Asahina Wataru?)
Voz por: Yūki Kaji
Es el decimotercero hijo de la familia Asahina. Es un niño de diez años que está en quinto grado. Es dulce y honesto pero muy malcriado. Su comportamiento a veces puede ser echado a perder debido a la sobre protección de sus hermanos mayores. También se enamora de Ema; quiere crecer y convertirse en alguien muy importante con mucho dinero y así poder darle a Ema todos los gustos y casarse con ella.

### Otros
Juli (ジュリ Juri?)
Voz por: Hiroshi Kamiya
Es la ardilla mascota de Ema y tiene la capacidad de hablar. Sin embargo, sólo puede hablar con Ema y Louis. Ha estado con Ema desde que ella era una bebé y siempre la ha cuidado y se asegura de protegerla de sus hermanastros. Siempre llama a Ema "Chi".Tiene una forma humana que solo aparece en los sueños de Ema
Miwa Asahina (朝日奈美和 Asahina Miwa?)
Voz por: Kikuko Inoue
Está casada con Rintarou Hinata. Es madre biológica de 12 de los hermanos Asahina, madre adoptiva de Louis y madrastra de Ema. es la presidenta de una fábrica de prendas de vestir y tiene un apartamento de 5 pisos llamada Sunrise Residence. Miwa y su esposo Rintarou viven lejos de la familia. A pesar de que se siente bendecida con su familia, siempre ha querido una hija.
Rintarou Hinata (日向麟太郎 Hinata Rintarō?)
Voz por: Masaki Terasoma
Es el padre de adoptivo de Ema Hinata y padrastro de los hermanos Asahina. Es un famoso aventurero y se casó con la presidenta de una fábrica de prendas de vestir, Miwa Asahina. Rintarou y su esposa Miwa viven lejos de la familia.
Mahoko Imai (今井 真秀子 Imai Mahoko?)
Voz por: Saya Shinomiya
Es la mejor amiga de Ema y es una chica muy optimista que siempre está apoyándola. Asiste a la misma clase de Ema, Kazuma y Yuusuke. Es una gran fan de Asahina Fuuto.
Chiaki (千秋 Chiaki?)
Voz por: Akira Ishida
Es uno de los compañeros de trabajo de Kaname del Club Buda (ブッダ倶楽部 Budda Kurabu?). Kaname lo llama de cariño "Chi"; junto con Kaname y Ryuusei son los "modelos" para promocionar su club y recaudar fondos.
Ryuusei (流星 Ryūsei?)
Voz por: Sho Hayami
Es uno de los compañeros de trabajo de Kaname del Club Buda (ブッダ倶楽部 Budda Kurabu?). Es el mayor de los dos y junto con ellos son los "modelos" del club.
Kenji Nagami y Yukie Nagami (永見研二, 永見由紀絵 Nagami Kenji, Nagami Yukie?)
Son los fallecidos padres biológicos de Ema. Hacen una breve aparición en el capítulo 9.
Kazuma Sasakura (佐々倉 和馬 Sasakura Kazuma?)
Voz por: Kazunori Nomiya
Compañero de clases de Ema, Yuusuke y Mahoko. También está enamorado de Ema.

## Medios

### Anime
Una adaptación al anime que consta de 12 episodios, producida por Brain's Base y dirigida por Jun Matsumoto, comenzó a transmitirse el 2 de julio de 2013. El tema de apertura es "BELOVED x SURVIVAL" por el cantante Gero, y el tema de cierre es "14 to 1" por Asahina Bros. ft. Juli, compuesto por Kazuyuki Okitsu, Daisuke Hirakawa, Junichi Suwabe, Nobuhiko Okamoto, Kenichi Suzumura, Kousuke Toriumi, Tomoaki Maeno,  Ken Takeuchi, Daisuke Ono, Daisuke Namikawa, Yoshimasa Hosoya,  KENN, Yūki Kaji y Hiroshi Kamiya. 

### Especial
Un episodio especial, denominado Setsubou o BroCon Episode 12.5, salió a la venta el 26 de febrero de 2014. Fue producido por el mismo estudio que el anime y tanto la secuencia de apertura como de cierre fueron los mismos.
En este episodio Ema encuentra una lámpara que heredó de su padre. Al frotarla, tanto ella como sus hermanos, descubren algo muy peculiar.

### OVA
El estudio Brain's Base, bajo la dirección de Jun Matsumoto, publicó una nueva animación en formato OVA que constó de dos capítulos. El primero, Seiya, estrenado el 19 de diciembre de 2014, es un especial de Navidad. El segundo, Honmei, lanzado el 11 de febrero de 2015, es un especial de San Valentín.
El tema de apertura es "MY SWEET HEAVEN" por el cantante Gero, y el tema de cierre es "I Love You ga Kikoenai" por Asahina Bros. ft. Juli.